# Битка в Ениджевардарското блато (1907)
Битка в Ениджевардарското блато е заключителния бой за контрол на Ениджевардарското езеро между четата на Апостол Петков и многохиляден турски аскер, подкрепен от гръцки андарти. 

## Прелюдия
В периода 1903 – 1908 година езерото се използва за бази от враждуващите чети на ВМОРО и Гръцката въоръжена пропаганда в Македония. С помощта на местните селяни ВМОРО устройва своите бази в езерото още преди Илинденско-Преображенското въстание. Те остават главна база на войводата Апостол Петков, наричан от местното българско население Ениджевардарското слънце. През 1907 година съвместният натиск на гръцката пропаганда и турската армия принуждава българите да напуснат района на езерото. Базите на ВМОРО са: Алонаки, Ития, Сливица, Алгана, Порт Артур, Жервохор, Корчука и Голо село, което се пада главен щаб на Апостол Петков.
От 1904 година по протежение на южната граница на езерото започват да отсядат чети на гръцката пропаганда, начело с Гоно Йотов. През 1906 година от Гърция пристигат и четите на Панайотис Пападзанетеас, Михаил Анагностакос (капитан Матапас), Телос Агапинос (капитан Аграс), Йоанис Деместихас (капитан Никифорос) и Константинос Сарос (капитан Калас), а през 1907 година и тази на Хараламбос Папагакис (капитан Аграфиотис).

## Сражението
През пролетта на 1907 година натискът на турската войска в Ениждевардарското езеро се засилва. Край езерото е струпана няколко-хилядна войска, кавалерия, артилерия и обковани с желязо лодки. След масов артилерийски обстрел Апостол Петков и четниците му се изтеглят към Паяк планина. Четата временно се разпръсква, а до Младотурската революция от 1908 година Апостол войвода се намира в околността на Горгопик.
 

В свой доклад до атинския комитет от 22 ноември 1909 година Гоно Йотов потвърждава, че в акцията са участвали и гръцки андарти: 
| „ | В началото на май [1907] се разбрах с капитан Никифорос Георгиос Пападопулос за една обща операция срещу многобройна чета на комитаджиите. От страна на Гоно Йота връзка с капитан Никофорос беше Дино Вудрислис, член на групата и негов братовчед. От страна на Никофорос дойде критянина Григорис. Българските позиции бяха атакувани едновременно и от турски войски. В тази атака бяха убити 14 комити и пленени трима. | “ |